# Such a Night
〈Such a Night〉는 링컨 체이스가 작곡하고 드리프터스가 녹음한 1953년도 대중가요이다. 클라이드 맥패터가 재적한 드리프터스는 1953년 11월 녹음했고, 1954년 1월 애틀랜틱 레코드에서 발매한다. B면에는 맥패터가 작곡하고 초기의 그룹이 녹음해 둔 〈Lucille〉가 수록되었다. 너무 "흥분되는" 노래라서 일부 라디오 방송국에서 금지당했지만, 1954년 미국 R&B 차트에서 2위까지 올라가는 데 성공했다.
같은 해 조니 레이의 커버 버전은 영국 싱글 차트에서 1위를 달성하는 히트를 기록했다. 레이의 버전은 1954년 3월 27일 미국 캐시 박스 차트에 진입돼 2주 뒤인 4월 10일 18위에까지 비약했다. 엘비스 프레슬리는 1960년 정규음반 《Elvis Is Back》에 취입했다. 1964년 싱글 발매 시 프레슬리의 버전은 영국 13위, 미국 16위였다. 더 포 러브스는 1956년 커버 버전을 제작했다. 더 포 시즌스로 개칭하기 전의 일이었다.